# Blanca Toledano
Toledano  Laut est un nom espagnol. Le premier nom de famille, en général paternel, est Toledano ; le second, en général maternel, souvent omis, est Laut.
Pour les articles homonymes, voir Toledano (homonymie).
Blanca Toledano Laut (née le 3 novembre 2000 à Madrid) est une nageuse synchronisée espagnole.

## Palmarès

### Championnats du monde
- Championnats du monde de natation 2019 à Gwangju :
  -  Médaille de bronze en highlight.

### Championnats d'Europe
- Championnats d'Europe de natation 2020 à Budapest :
  -  Médaille d'argent par équipe libre.
  -  Médaille de bronze par équipe technique.
- Championnats d'Europe de natation 2018 à Glasgow :
  -  Médaille de bronze en combiné.

### Jeux européens
- Jeux européens de 2023 à Oświęcim :
  -  Médaille d'or par équipe technique.